# Tweede Kamerverkiezingen 2012/Kandidatenlijst/GroenLinks

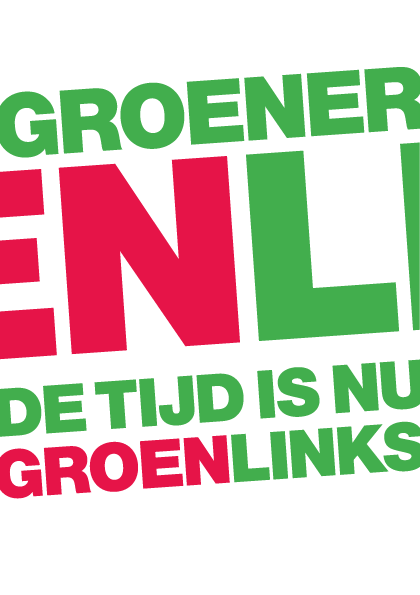
Campagneposter

Van de kandidatenlijst voor de Tweede Kamerverkiezingen 2012 van GroenLinks werd op 30 juni 2012 door het GroenLinks-congres in Utrecht vastgesteld.

## Achtergrond
De eerste plek op de lijst werd vastgesteld door een referendum, waarbij Jolande Sap en Tofik Dibi kandidaat waren.
De conceptversie van de lijst werd op 22 juni 2012 bekendgemaakt. De definitieve lijst werd vastgesteld op het verkiezingscongres op 30 juni. Hierbij ruilde Corinne de Jonge van Ellemeet met Arjan El Fassed van plek en Rik Grashoff met Niels van den Berge. Anne Scheltema Beduin, Lisa Westerveld, Miguel Heilbron en Jan van de Venis stegen daarnaast ook nog enkele plekken. De partij haalde 219.896 stemmen en daarmee kwamen de eerste vier kandidaten daadwerkelijk in de kamer. Jolande Sap was de enige die een voorkeurszetel wist te behalen. Door haar vertrek uit de Kamer ontstond een vacature, die door Linda Voortman - als eerste gegadigde - werd opgevuld.

## De lijst
- vet: verkozen
- cursief: voorkeurdrempel overschreden

1. Jolande Sap - 171.971 stemmen
2. Bram van Ojik - 4.639
3. Liesbeth van Tongeren - 10.205
4. Jesse Klaver - 3.351
5. Linda Voortman[3] - 4.477
6. Rik Grashoff[3] - 1.764
7. Arjan El Fassed - 1.481
8. Niels van den Berge - 488
9. Corinne Ellemeet[4] - 1.127
10. Tofik Dibi - 5.400
11. Paulus de Wilt - 248
12. Hayat Barrahum - 1.440
13. Kees Diepeveen - 282
14. Anne Scheltema Beduin - 714
15. Dirk van den Bosch - 177
16. Huri Sahin - 860
17. Lisa Westerveld - 1.458
18. Inge Vianen - 434
19. Marry Mos - 342
20. Miguel Heilbron - 326
21. Volkert Vintges - 245
22. Christiaan Kwint - 191
23. Jan van de Venis - 162
24. Bert Jongert - 169
25. Carel Bruring - 310
26. Irona Groeneveld - 578
27. Karin Dekker - 791
28. Gea Smith - 333
29. Henk Nijhof - 368
30. Sebastiaan van ’t Erve - 137
31. Ruud Pet - 172
32. Pascale Georgopoulou - 226
33. Ahmed Harika - 419
34. Thijs de la Court - 179
35. Bart Eigeman - 419
36. Gerdo van Grootheest - 369
37. Judith Sargentini - 246
38. Bas Eickhout - 159
39. Marije Cornelissen - 130
40. Kathalijne Buitenweg - 573
41. Pascal ten Have - 148
42. Andrée van Es - 2.388

VVD · PvdA · PVV · CDA · SP · D66 · GroenLinks · ChristenUnie · SGP · Partij voor de Dieren · Piratenpartij · MenS · Nederland Lokaal · Libertarische Partij · DPK · 50PLUS · LibDem · Anti Europa Partij · SOPN · PvdT · Politieke Partij NXD
1989 · 
1994 · 
1998 · 
2002 · 
2003 · 
2006 · 
2010 · 
2012 · 
2017 · 
2021 · 
2023